# Аустяново
Аустя́ново (рос. Аустяново) — село у складі Тюльганського району Оренбурзької області, Росія.

## Населення
Населення — 109 осіб (2010; 168 у 2002).
Національний склад (станом на 2002 рік):
- татари — 89 %